# Black Maria

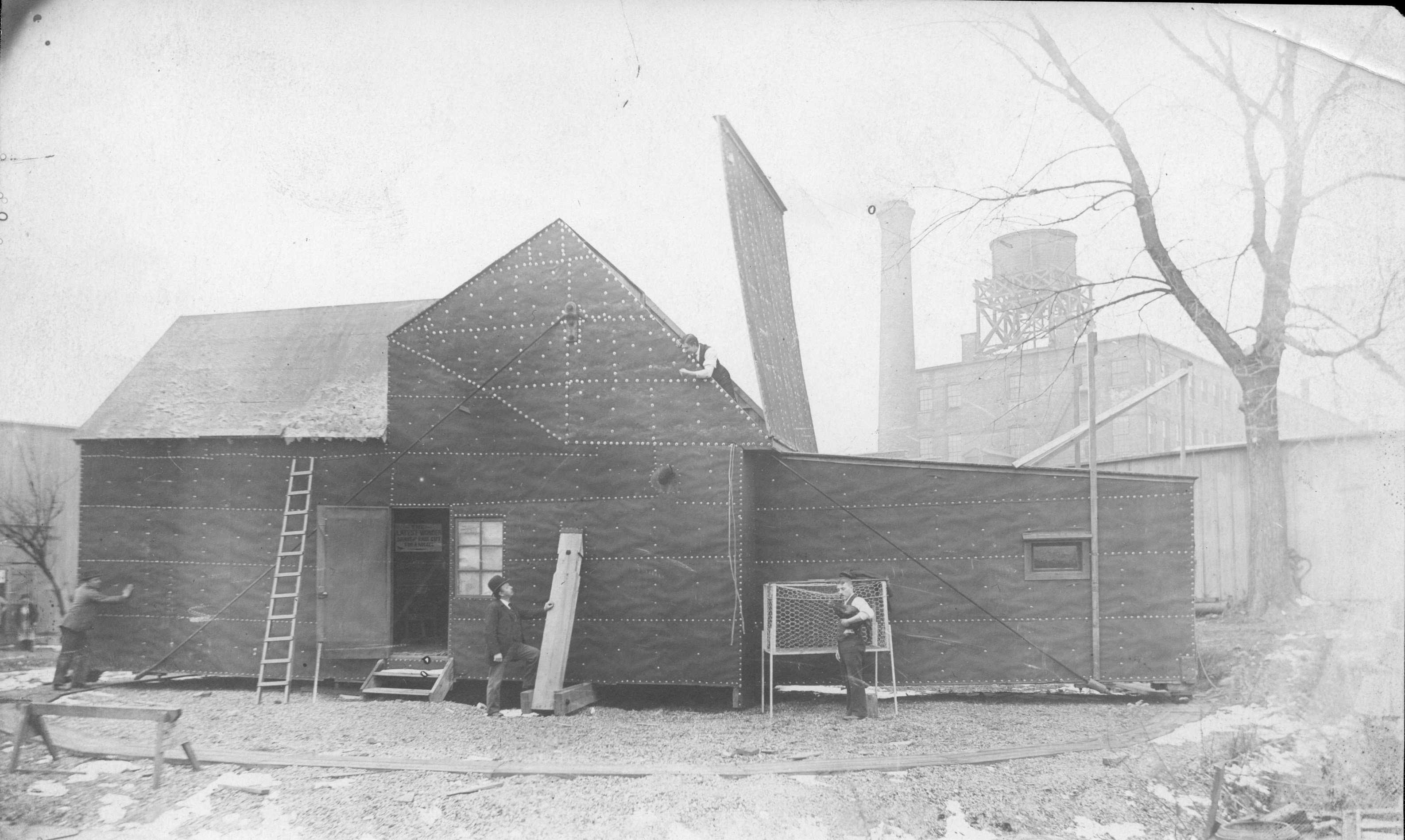
A Black Maria stúdió

A Black Maria a világ első filmstúdiója 1893-ban épült. Edison tulajdonában volt. Itt készültek az Edison Film Co. mozgóképei. A stúdió neve a korabeli New York-i argóban „tolonckocsit” jelentett.

## Filmek, melyek a stúdióban készültek
- A patkolókovács (1893)
- Edison asszisztense tüsszent (1894)
- Prof. Welton's Boxing Cats
- Sioux Ghost Dance
- Buffalo Bill's Shooting Skill
- Cripple Creek Bar-Room Scene